# جغرافیای تیمور شرقی

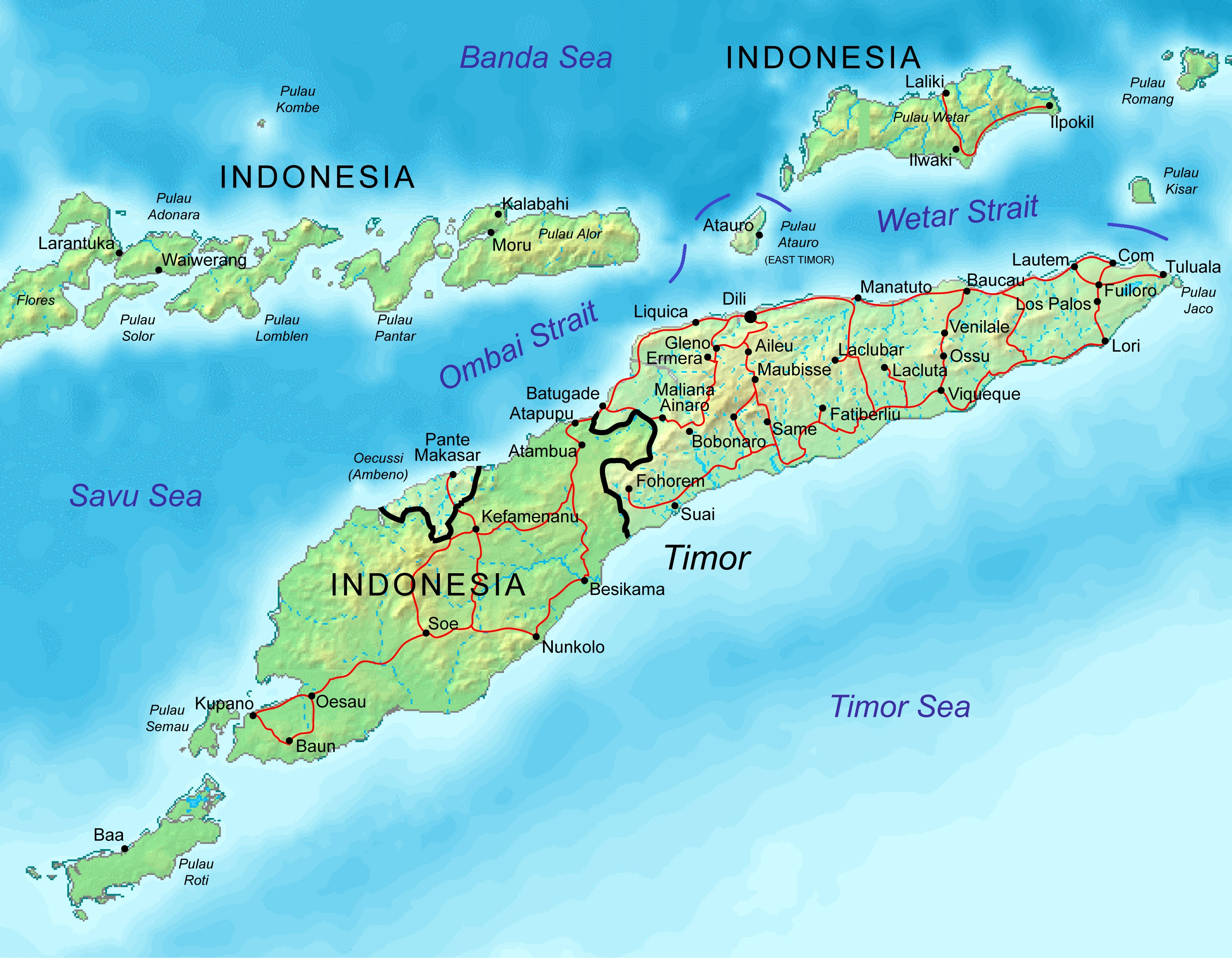
Map of East Timor indicating cities and principal roads.

پایتخت این کشور بندر دیلی (Dili) با ۴۸ هزار نفر جمعیت می‌باشد. مساحت تیمور شرقی ۱۴٫۸۷۴ کیلومتر مربع و جمعیت آن ۹۷۵ هزار نفر است. از شهرهای مهم تیمور شرقی می‌توان، داره ۱۷ هزار نفر، بائوکائو ۱۴ هزار نفر، مالیانا ۱۲ هزار نفر و ارمرا ۱۲ هزار نفر را نام برد.

## تقسیمات کشوری
کشور تیمور شرقی مشتمل بر ایالت می‌شود: 

| - (Lautém) - بائو کائو (Baucau) - (Viqueque) - (Manatuto) - دیلی (Dili) - (Aileu) - (Manufahi) | - (Liquiçá) - (Ermera) - (Ainaro) - (Bobonaro) - (Cova-Lima) - (Oecussi-Ambeno) - مالیانا (Maliana) |  |